# Orbetello

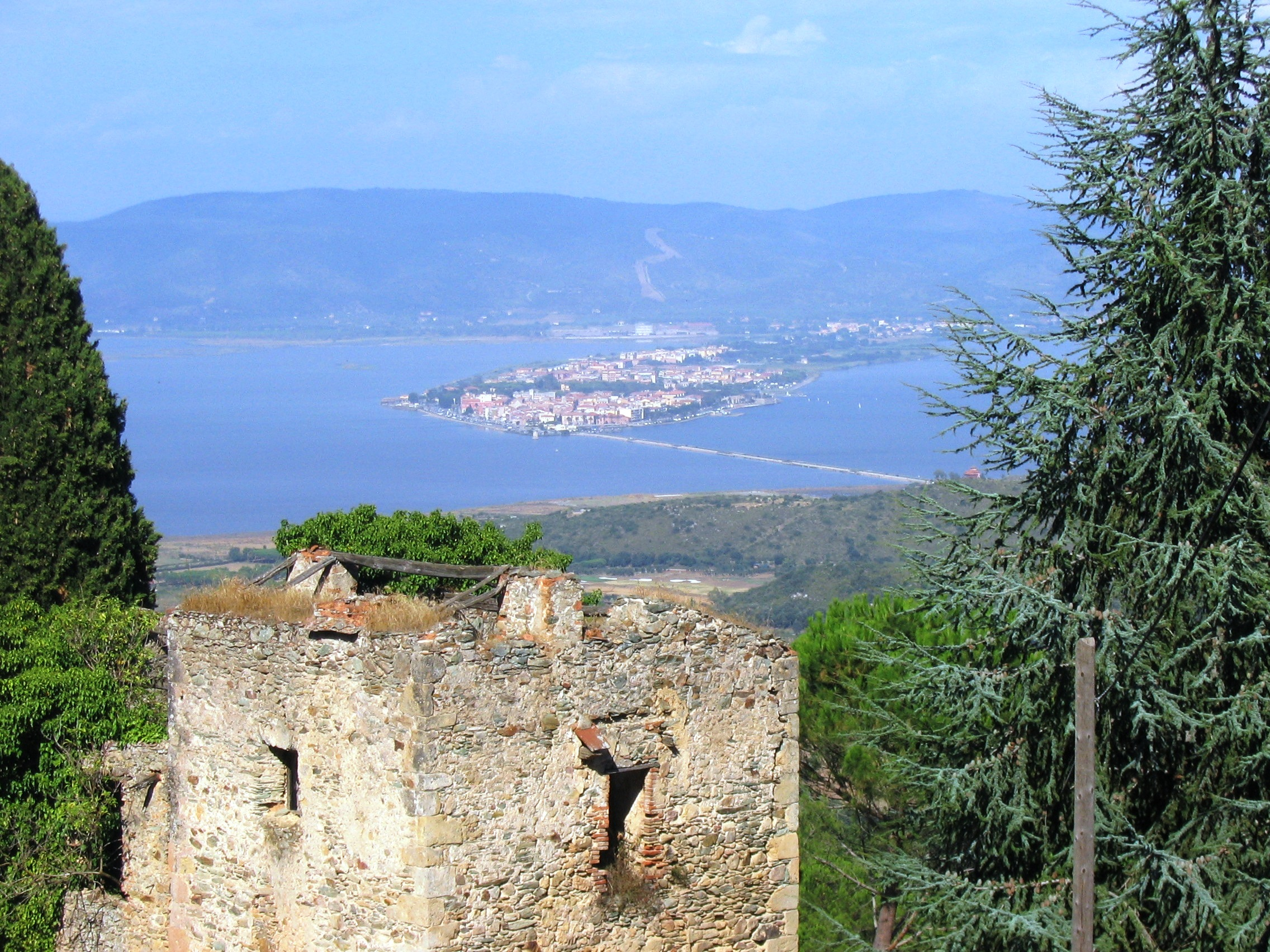
Orbetello

Orbetello – miejscowość i gmina we Włoszech, w regionie Toskania, w prowincji Grosseto.
Według danych na rok 2004 gminę zamieszkiwało 14 551 osób, 64,1 os./km².
Orbetello leży w rejonie nadmorskich kurortów (Porto Ercole i Porto Santo Stefano) leżących na porośniętym lasem piniowym półwyspie Argentario. Piaszczyste plaże i przystanie jachtowe są dla rzymian ulubionym miejscem weekendowych wypadów, ale w inne dni tygodnia jest tu cicho i spokojnie. Można się wybrać łodzią na wysepkę Giglio. Miasteczko Orbetello znajduje się na środkowym przesmyku (droga SS 440) łączącym półwysep ze stałym lądem.